# 基里尔·博柳赫
基里尔·谢尔盖耶维奇·博柳赫（烏克蘭語：Кірілл Сергійович Болюх，2007年3月12日—），乌克兰男子跳水运动员，2023年欧洲运动会男子双人10米跳台和混合双人10米跳台金牌得主、2023年世界游泳锦标赛男子双人10米跳台银牌得主。